# Acacia schinoides
Acacia schinoides é uma espécie de leguminosa do gênero Acacia, pertencente à família Fabaceae.